# For a Breath I Tarry
"For a Breath I Tarry" (en español: Por un aliento yo espero) es una novela corta de ciencia ficción postapocalíptica escrita en 1966 por Roger Zelazny. La novela ocurre tiempo después de la extinción del Hombre; narra la historia de Frost, una máquina consciente descrita como "...una caja azul plateado de 40x40x40 pies,... con la apariencia de cualquier forma que él escogiera.") Aunque el Hombre ha desaparecido, sus creaciones robóticas (y las creaciones de estas) siguen realizando sus funciones.
    Por diez mil años Frost se sentó en el Polo Norte de la Tierra, consciente de cada copo de nieve que caía. Monitoreaba y dirigía las actividades de miles de máquinas de reconstrucción y mantenimiento. Él conocía la mitad de la Tierra como engranaje conoce a engranaje, como la electricidad conoce a su conductor, como el vacío conoce sus límites.
   En el Polo Sur, la Máquina Beta hacía lo mismo por el hemisferio sur.
En el transcurso de la historia se exploran las diferencias entre Hombre y Máquina, el primero experimentando el mundo cualitativamente, mientras que el segundo lo hace cuantitativamente. "Una máquina es un Hombre de adentro hacia fuera, porque puede describir todos los detalles de un proceso, lo que un Hombre no puede hacer, pero no puede experimentar el proceso en sí como un Hombre puede." Esto es ilustrado por una conversación que Frost tiene con otra máquina llamada Mordel.
   "Considera este pedazo de hielo, poderoso Frost. Tú puedes decirme su composición, dimensiones, peso, temperatura. Un Hombre no podría mirarlo y hacer eso. Un Hombre podría construir herramientas que le dijeran a Él esas cosas, pero Él aún no conocería la medición tal y como tú la conoces. Sin embargo, lo que Él sabría de esta es algo que tú no puedes saber."
   "¿Qué cosa?"
   "Que está frío."
La trama y su tono contienen alusiones a otros trabajos literarios, específicamente al primer capítulo del Libro de Job, ambos en situaciones y lenguaje, pues algunos versos son ambos citados directamente y parafraseados. Adicionalmente, los primeros tres capítulos del Libro del Génesis sirven como inspiración para la novela. Frost y Mordel llevan a cabo un pacto fáustico que, comparado con el original, tiene mejores resultados.
La novela ha aparecido en colecciones de Zelazny y en antologías.
El título viene de una frase de A Shropshire Lad del escritor A. E.  Housman.